# یواس‌اس کانوی (دی‌دی-۵۰۷)
یواس‌اس کانوی (دی‌دی-۵۰۷) (به انگلیسی: USS Conway (DD-507)) یک کشتی بود که طول آن ۱۱۴٫۷ متر (۳۷۶ فوت) بود. این کشتی در سال ۱۹۴۲ ساخته شد.